# Cyambwe-See
Der Cyambwe-See ist ein Binnensee in der Ostprovinz Ruandas und liegt südlich des Akagera-Nationalparks im Nasho-Becken auf einer Höhe von rund 1290 Metern.

## Lage
Die Nordwestseite des Sees gehört zum Ndego-Sektor des Distrikts Kayonza und die Südostseite zu den Sektoren Nasho und Mpanga des Distrikts Kirehe.
Am östlichen Ufer fließt der Akagera-Nil dicht am See durch die Akagera-Sümpfe und ist durch mehrere kleine Bäche mit dem See verbunden. Nur etwa 3 Kilometer vom nordöstlichen Ende des Sees entfernt befindet sich die Grenze nach Tansania. Der Cyambwe-See erstreckt sich über eine Länge von etwa 13 Kilometern von Südwesten nach Nordosten und hat dabei nur eine Breite von etwas mehr als einem Kilometer. Nordwestlich liegt der Nasho-See, von dem der Cyambwe-See nur durch eine schmale Landbrücke getrennt ist. Östlich liegt in geringer Entfernung der Mpanga-See.
Die mittlere Tiefe des Sees liegt bei etwa 4 Metern und die maximale bei 6,7 Metern.

## Flora und Fauna
Der See ist dicht mit Echtem Papyrus (Cyperus papyrus) bewachsen. Am Ufer wachsen zudem Wiesen der Hühnerhirsenart Echinochloa pyramidalis und Galeriewälder aus Senegalesischer Dattelpalme und der Schmetterlingsblütlerart Aeschynomene elaphroxylon. Zur Fauna zählen Buntbarsche und Krokodile. Zudem kommen am See Fleckenhalsotter (Hydrictis maculicollis) vor, die sich vor allem von den Buntbarschen ernähren. Wegen der Ufervegetation und den Krokodilen sind sie jedoch an den Seen im Akagera-Nationalpark nicht so häufig wie an anderen Seen Ruandas.